# Stazzano
Stazzano (Stassan in ligure e piemontese) è un comune italiano di 2 237 abitanti della provincia di Alessandria in Piemonte, situato sulla destra dello Scrivia, di fronte a Serravalle Scrivia.

## Geografia fisica

### Territorio
Stazzano si trova alla confluenza del Borbera nello Scrivia, presso le ultime propagaggini dell'Appennino Ligure che nel territorio comunale culminano nel Colle Albarasca (601 m) e finiscono con il Monte Spineto (468 m) sede di un famoso santuario mariano, poco prima della pianura novese.

## Storia
Il toponimo trae probabilmente origine dalla gens Statia o da Statio (fermata, luogo di sosta), che nel territorio, non lontano dalla romana Libarna, doveva tenere possedimenti tra la valle Scrivia e la val Borbera. 
Fin dall'epoca longobarda il territorio è fra i possedimenti dell'Abbazia di San Colombano di Bobbio.
Nel X secolo è citato tra le proprietà dell'abbazia di Precipiano di Vignole Borbera.
Nel 1157 passò sotto il dominio temporale dei vescovi di Tortona. Assediato dai pavesi, alleati del Barbarossa, fu ricostruito e confermato dallo stesso Barbarossa in possesso della città di Tortona. Il borgo restò quindi nell'orbita tortonese, con alterne vicende che lo videro anche in mano ai genovesi e ai Visconti di Milano. Nel 1784 fu ceduto a Vittorio Amedeo III di Savoia, seguendo le sorti degli stati sabaudi.

### Simboli
Lo stemma e il gonfalone del comune di Stazzano sono stati concessi con decreto del presidente della Repubblica del 9 gennaio 1964.
Lo stemma rappresenta, su fondo oro, un castello torricellato di rosso, merlato alla guelfa, aperto e finestrato del campo e fondato su una campagna di verde.
Il gonfalone è un drappo partito di rosso e di giallo.

## Monumenti e luoghi d'interesse

### Il castello di Stazzano
Il castello di Stazzano, costruito in epoca medievale e parte del patrimonio dei vescovi di Tortona, venne allargato da monsignor de' Zanzii nel 1505, requisito durante la parentesi napoleonica, venne poi trasformato in seminario diocesano (1849-1869), visto che quello di Tortona era stato temporaneamente requisito dallo Stato e adibito a caserma per le truppe impegnate contro l'Austria, dal 1994 è residenza per anziani. A fianco sorge il santuario del Sacro Cuore, dell'architetto Giulio Leale. La chiesa a tre navate, separate da colonne di granito, presenta volte a cassettoni in stucco.

### Il santuario di Monte Spineto

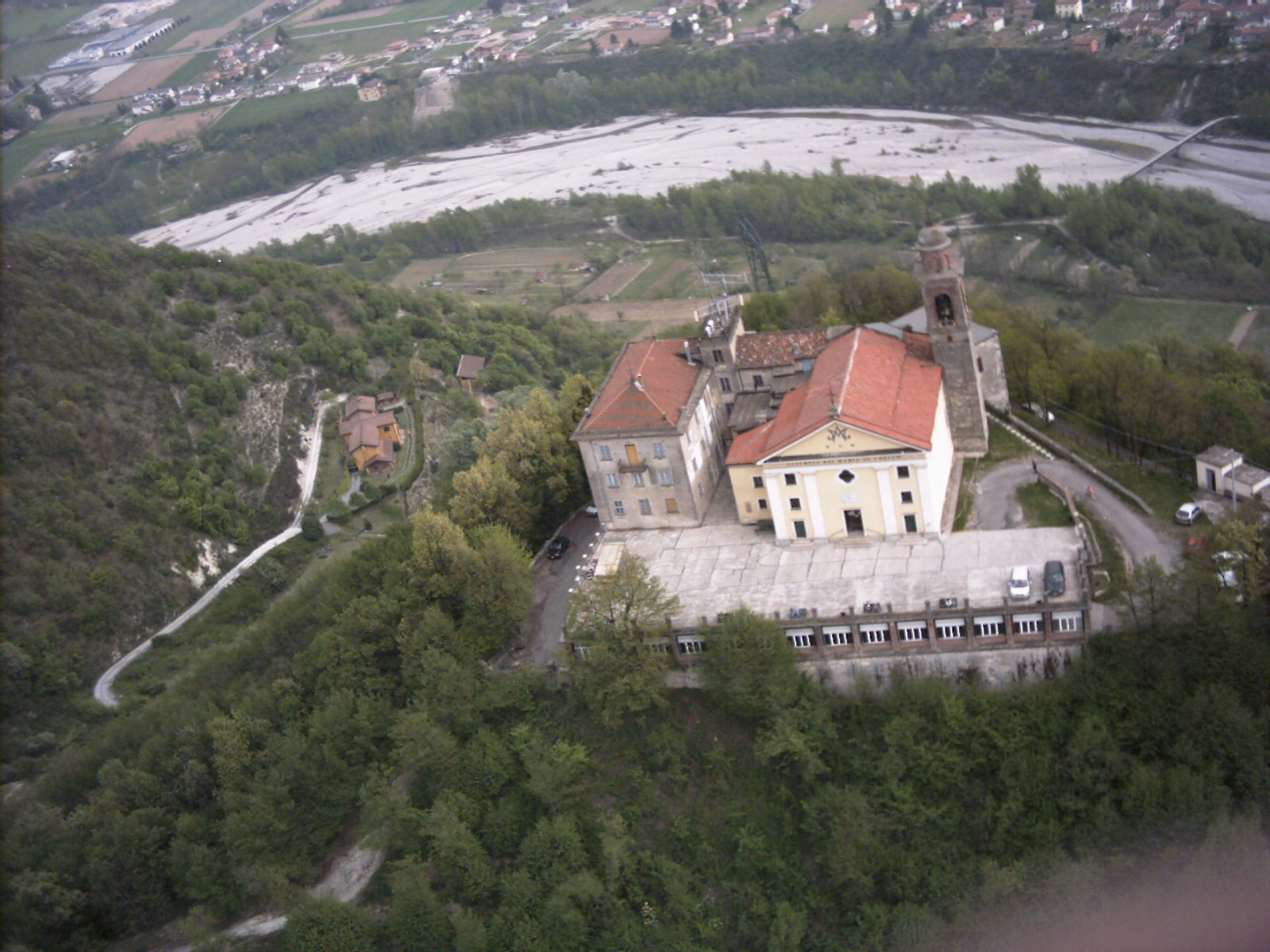
Il santuario di monte Spineto visto in direzione Vignole Borbera

Il santuario di Monte Spineto sorge sulla sommità dell'omonimo monte (459 m). Soldati di Federico Barbarossa nel 1155 saccheggiarono Stazzano, incendiando il castello e costringendo gli abitanti a fuggire sul monte Spineto, dove invocarono la Beata Vergine Maria e si salvarono. In seguito fu innalzata una cappella per la protezione ricevuta, ma col tempo finì dimenticata. Nel 1620 truppe francesi minacciarono nuovamente Stazzano e la popolazione si rifugiò sull'altura, dove una ragazzina sordomuta vide una colomba posarsi su un cespuglio di biancospino, che fiori fuori stagione mentre la giovane riacquistò la parola. Così nel 1633 incominciò l'edificazione del santuario, voluto dal vescovo di Tortona Paolo Arese (1620-1640), che decretò che l'altare maggiore sorgesse nel punto dove era cresciuto il biancospino. Il monte da allora fu chiamato monte Spineto; l'attuale santuario è a tre navate, con tre altari, la facciata è ottocentesca; tra 1839 e 1840 il santuario subì lavori nel presbiterio, nel 1853 fu costruito il campanile in pietra a vista, nel 1866 vennero costruite le navate laterali e fu decorata la facciata, inquadrata da lesene e sormontata dal monogramma mariano. All'interno ci sono affreschi e stucchi a generi fitomorfi, che inquadrano le lunette con i Misteri del Rosario, e il tondo del presbitero del Miracolo della Colomba, dipinto dal pittore alessandrino Clemente Atzori. Nel 1875 fu eretto l'altare maggiore che accoglie una statua della Madonna con Bambino del 1629, inoltre ci sono alcune tele seicentesche e settecentesche e molti ex voto (ora trasferiti in una stanza accanto alla sacrestia), oltre a una stampella utilizzata da don Orione (in seguito santificato) per raggiungere il santuario. 
Nel 1929 venne inaugurato l'ospizio. Il santuario fu ristrutturato durante gli anni sessanta ed è stato recentemente sottoposto a ulteriori restauri e ammodernamenti.

## Cultura

### Musei
Il Museo Civico di Storia Naturale situato all'interno di Villa Gardella. Sono presenti cinque sale espositive.

## Amministrazione
Di seguito è presentata una tabella relativa alle amministrazioni che si sono succedute in questo comune.
| Periodo        | Periodo        | Primo cittadino     | Partito                           | Carica  | Note  |
| -------------- | -------------- | ------------------- | --------------------------------- | ------- | ----- |
| 24 giugno 1985 | 25 maggio 1990 | Graziano Montessoro | Democrazia Cristiana              | Sindaco | [ 7 ] |
| 25 maggio 1990 | 24 aprile 1995 | Graziano Montessoro | Democrazia Cristiana              | Sindaco | [ 7 ] |
| 24 aprile 1995 | 14 giugno 1999 | Graziano Montessoro | centro-sinistra                   | Sindaco | [ 7 ] |
| 14 giugno 1999 | 14 giugno 2004 | Graziano Montessoro | lista civica                      | Sindaco | [ 7 ] |
| 14 giugno 2004 | 7 giugno 2009  | Pierpaolo Bagnasco  | lista civica                      | Sindaco | [ 7 ] |
| 8 giugno 2009  | 26 maggio 2014 | Graziano Montessoro | lista civica Insieme per Stazzano | Sindaco | [ 7 ] |
| 26 maggio 2014 | 26 maggio 2019 | Pierpaolo Bagnasco  | lista civica Insieme per Stazzano | Sindaco | [ 7 ] |
| 26 maggio 2019 | 9 giugno 2024  | Pierpaolo Bagnasco  | lista civica Insieme per Stazzano | Sindaco | [ 7 ] |
| 9 giugno 2024  | in carica      | Pierpaolo Bagnasco  | lista civica Insieme per Stazzano | Sindaco | [ 7 ] |

## Società

### Evoluzione demografica
Abitanti censiti

Nel paese 31 abitanti sono romeni su 69 stranieri, secondo il censimento ISTAT del 31 dicembre 2007.

## Fiere e manifestazioni
- Fiera di primavera, a maggio
- Carnevale animato da gruppi folkloristici e carri allegorici
- Fiera di fine estate nella frazione Vargo ad inizio settembre
- Sagra del Polletto, nel mese di Giugno
- Festa di San Giorgio, il 23 aprile, Santo Patrono del paese
- Settembre Stazzanese. Manifestazioni varie organizzate dalle associazioni del paese
- Raduni motociclistici organizzati dal Motoclub Boar's Nest nei mesi di Agosto e Dicembre

## Sport

### Calcio
- A.S.D. Stazzano Calcio

### Motociclismo
- A.S.D. Motoclub Boar's Nest - FMI